# Jonas Hallberg (stylist)
Jonas Hallberg, född 3 juli 1971 i Köping, är en svensk stylist verksam i Hollywood. Han har arbetat med bland andra Cameron Diaz, Charlize Theron och Scarlett Johansson.
Han var en av deltagarna i Let's Dance 2015 och deltog hösten 2017 i Biggest Loser VIP.